# Camille Monet sur un banc de jardin
Camille Monet sur un banc de jardin, ou Le Banc, est une peinture impressionniste de Claude Monet réalisée en 1873. Elle montre la première épouse de l'artiste, Camille Doncieux, et deux autres personnes. La toile était à Berlin jusqu'en 1947 et est arrivée aux États-Unis via la Suisse. Après plusieurs passages dans le commerce de l'art, le tableau appartient au Metropolitan Museum of Art de New York depuis 2002.

## Description
L'œuvre, une peinture à l'huile de dimensions 60,6 × 80,3 cm, porte la signature Claude Monet, non datée, en bas à droite.
On peut voir deux femmes et un homme dans un jardin. Cependant, seule la femme assise sur le banc peut être clairement identifiée. C'est la première épouse de Monet, Camille Doncieux (1847-1879), qu'il a représentée dans plusieurs de ses tableaux. L'homme vêtu de noir avec un haut-de-forme derrière Camille est un voisin de Monet, dont on ignore le nom.
La scène a lieu dans un jardin d'Argenteuil, qui appartenait à la maison dans laquelle Monet, sa femme et leur fils Jean alors âgé de quatre ans vivaient depuis fin 1871. Le jardin avec Camille apparaît dans de nombreux tableaux de Monet, principalement avec un caractère bucolique. Mais contrairement aux autres, cette toile se caractérise par une humeur plutôt morose. En septembre 1873, Camille apprend que son père est décédé. Dans sa main gauche, elle tient la lettre avec le message, indiqué par un coup de pinceau blanc horizontal. L'homme peut être différemment interprété, comme un admirateur, comme le messager de la mort, mais aussi comme la mort elle-même. Dans une lettre datée du 7 juin 1921 à George Durand-Ruel, fils et successeur du galeriste, Monet écrivit lui-même que l'homme était « un voisin ». On ne sait rien de l'identité de la femme à l'ombrelle, qui regarde les fleurs rouges, mais aurait aussi pu tourner son regard vers les personnages principaux.

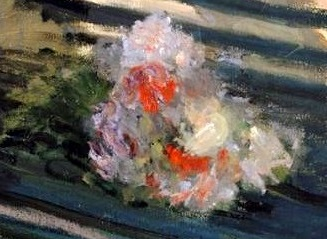
Détail du bouquet.

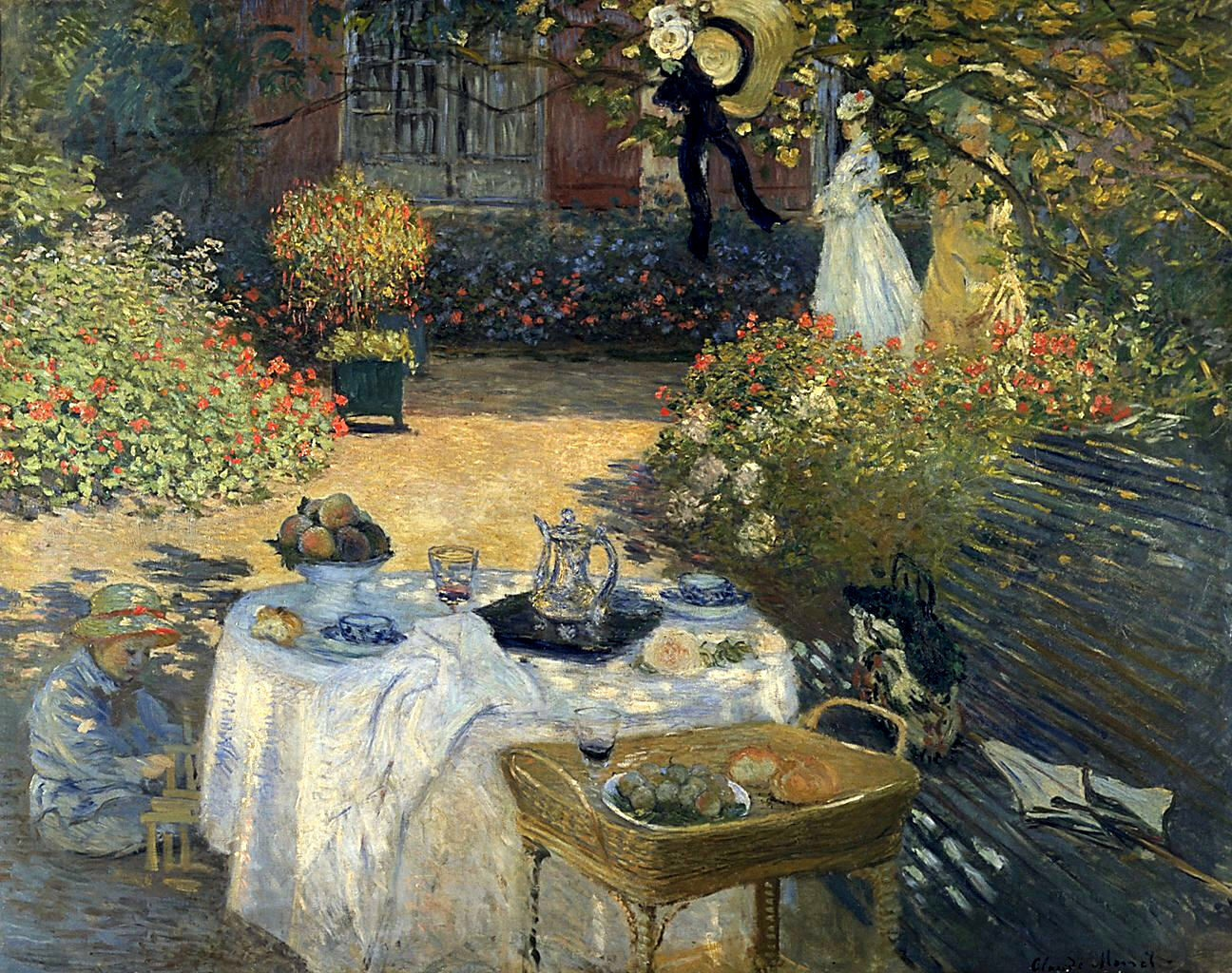
Claude Monet : Le Déjeuner (1873/74), Musée d'Orsay, Paris.

## Provenance
Le tableau était chez les marchands d'art berlinois Bruno et Paul Cassirer jusqu'en 1900. Pour environ 10 000 marks, il est vendu à l'entrepreneur et mécène Eduard Arnhold (1849-1925). Après cela, il est revenu à sa veuve Johanna Arnhold, décédée en 1929, puis à sa fille Elisabeth. Vers 1947, la peinture était à Bâle avec Peter Gutzwiller, puis elle est arrivée aux États-Unis. Jusqu'en 1949, elle était dans la galerie new-yorkaise Knoedler et a été vendue à Edwin Vogel sous le titre Dans un parc. Jusqu'en 1955, elle appartenait au collectionneur et marchand d'art américain Sam Salz, qui le vendit au collectionneur Henry Ittleson Junior, décédé en 1973. En 1974, ses héritiers le vendirent à Acquavella Galleries à New York. La même année, le tableau part brièvement en Europe dans la galerie londonienne Alex Reid & Lefevre, qui le vend au diplomate et mécène Walter Annenberg et à sa femme Leonore à Rancho Mirage (Californie). Après la mort d'Annenberg en 2002, le tableau est offert au Metropolitan Museum of Art de New York.

## Expositions
- Septième exposition d'art de la Sécession de Berlin. Berlin 1903, no 142, Auf der Bank [3].
- Collections de New York. Le Metropolitan Museum of Art, New York. 3 juillet au 2 septembre 1968, no 113, Sur un banc dans le parc.
- Chefs-d'œuvre de l'impressionnisme et du postimpressionnisme : la collection Annenberg. Musée d'art de Philadelphie 21 au 17 mai. Septembre 1989, Camille Monet sur un banc de jardin [Le Banc].
- Chefs-d'œuvre de l'impressionnisme et du postimpressionnisme : la collection Annenberg. National Gallery of Art, Washington, 6. au 5 mai. Août 1990, Camille Monet sur un banc de jardin [Le Banc].
- Chefs-d'œuvre de l'impressionnisme et du postimpressionnisme : la collection Annenberg. Musée d'art du comté de Los Angeles, janv. au 11 août. Novembre 1990, Camille Monet sur un banc de jardin [Le Banc].
- Chefs-d'œuvre de l'impressionnisme et du postimpressionnisme : la collection Annenberg. Le Metropolitan Museum of Art, New York, janv. au 13 juin. Octobre 1991, Camille Monet sur un banc de jardin [Le Banc].
- Impressionnisme, mode et modernité. Le Metropolitan Museum of Art, New York, janv. au 7 février. Mai 2013, no 83.

## Littérature
- Colin B. Bailey : Camille Monet sur un banc de jardin (le banc) 1873. Dans : Philadelphia Museum of Art (éd.) : Chefs-d'œuvre de l'impressionnisme et du postimpressionnisme : la collection Annenberg. Harry N. Abrams, New York 1991, pp. 48-51 (Anglais : disponible sur Internet Archive).
- Rainer Hagen, Rose-Marie Hagen : Claude Monet - gêne à l'ombre des arbres - Camille Monet sur un banc de jardin. Dans : Chefs-d'œuvre en détail. Tome 2 : De Rembrandt à Rivera. Taschen, Cologne 2010,  (ISBN 978-3-8365-1548-1), pages 612 et suivantes.